# Liste der Monuments historiques in Bercenay-en-Othe
Die Liste der Monuments historiques in Bercenay-en-Othe führt die Monuments historiques in der französischen Gemeinde Bercenay-en-Othe auf.

## Liste der Objekte
| Bezeichnung                 | Beschreibung                                                                                          | Standort                        | Kennzeichnung | Schutzstatus | Datum | Bild |
| --------------------------- | --- | ------------------------------- | ------------- | ------------ | ----- | ---- |
| Tablett mit zwei Kännchen   | Zinn, 18. Jahrhunderts; die Kännchen vor 1984 gestohlen                                               | in der Kirche St-Antoine (Lage) | PM10000242    | Classé       | 1964  |      |
| Tabernakel und Exposition   | Holz, farbig gefasst und vergoldet, erste Hälfte des 18. Jahrhunderts                                 | in der Kirche St-Antoine (Lage) | PM10000245    | Classé       | 1984  |      |
| Gemälde Heiliger Antonius   | Ölfarbe auf Leinwand, um 1700                                                                         | in der Kirche St-Antoine (Lage) | PM10003971    | Inscrit      | 1983  |      |
| Liturgische Gewänder        | Kasel und Stola; Stoff, bestickt, drittes Viertel des 19. Jahrhunderts; Stiftung der Kaiserin Eugénie | in der Kirche St-Antoine (Lage) | PM10003973    | Inscrit      | 1984  |      |
| Adlerpult                   | Holz, farbig gefasst und vergoldet, zweite Hälfte des 19. Jahrhunderts                                | in der Kirche St-Antoine (Lage) | PM10003972    | Inscrit      | 1984  |      |
| Sessel und zwei Hocker      | Holz, weiß angestrichen, 18. Jahrhundert                                                              | in der Kirche St-Antoine (Lage) | PM10000243    | Classé       | 1977  |      |
| Taufbecken                  | Kalkstein, Marmor, 1741                                                                               | in der Kirche St-Antoine (Lage) | PM10000244    | Classé       | 1984  |      |
| Skulptur Heiliger Sulpicius | Kalkstein, farbig gefasst und vergoldet, 16. Jahrhundert                                              | in der Kirche St-Antoine (Lage) | PM10003437    | Classé       | 1995  |      |